# Tellervo orestilla
Tellervo orestilla är en fjärilsart som beskrevs av Hans Fruhstorfer 1910. Tellervo orestilla ingår i släktet Tellervo och familjen praktfjärilar. Inga underarter finns listade i Catalogue of Life.